# Hertfordshire
Lo Hertfordshire (pronuncia [ˈhɑrtfərdʃɪər] o [ˈhɑrfərdʃər], abbreviato Herts.) è una contea dell'Inghilterra orientale.

## Geografia fisica
La contea confina a nord con il Bedfordshire, a nord-est con il Cambridgeshire, a est con l'Essex, a sud con la Greater London ed a ovest con Buckinghamshire.
La contea è prevalentemente pianeggiante e solo nel settore nord occidentale è interessato dai rilievi collinari delle Chilterns che raggiungono nella contea un'altitudine di 245 metri nei pressi di Tring. Il territorio è drenato principalmente dal fiume Lea (chiamato anche Lee) che confluisce nel Tamigi dopo aver attraversato Hertford, il capoluogo di contea, e Cheshunt. A Hoddesdon il fiume Lea riceve il suo principale affluente, il fiume Stort che segna parte del confine con l'Essex. La contea essendo posta al limite settentrionale della Greater London è densamente popolata. Nell'ovest si trovano i grossi centri urbani di Hemel Hempstead, Watford e St Albans. La città più importante del nord della contea è Stevenage.
La città di Barnet faceva storicamente parte dello Hertfordshire, ma nel 1965 è divenuta una parte della Greater London, in cambio di Potters Bar, storicamente in Middlesex.

## Suddivisioni
|  | 1. Three Rivers 2. Watford 3. Hertsmere 4. Welwyn Hatfield 5. Broxbourne 6. East Hertfordshire 7. Stevenage 8. North Hertfordshire 9. St Albans 10. Dacorum |

## Città principali
- Baldock, posta nel North Hertfordshire
- Berkhamsted, sede del British Film Institute e del National Film and Television Archive, e con un castello.
- Bishop's Stortford, nei pressi del London Stansted Airport.
- Borehamwood, sede fino agli anni settanta degli MGM-British Studios, che le fecero guadagnare l'appellativo di "British Hollywood".
- Broxbourne
- Cheshunt, città dormitorio, luogo di nascita dell'industria automobilistica Lotus Cars.
- Chorleywood
- Harpenden
- Hatfield
- Hemel Hempstead; la città, essendo stata dichiarata new town nel 1947, supera oggi gli 80 000 abitanti.
- Hertford, capoluogo di contea con i resti del castello medievale. Luogo di nascita dei Deep Purple nel 1968.
- Hitchin, ospita annualmente il festival musicale Rhythms of the World.
- Hoddesdon, alla confluenza dello Stort con il fiume Lea, in cui vive da generazioni una numerosa comunità italiana
- Letchworth Garden City, nata nel 1903, fu una delle prime new town e città giardino fondate da Ebenezer Howard.
- Potters Bar
- Radlett
- Rickmansworth
- Royston, la città più settentrionale della contea. Ospita la Royston Cave, una grotta artificiale con iscrizioni pagane e pre-cristiane.
- Sawbridgeworth
- Stevenage, nel nord della contea. Ha avuto un notevole incremento di popolazione a partire dagli anni cinquanta dopo essere stata dichiarata una new town.
- St Albans, di origine romana, era la più grande città romana sulla Waitling Road a nord di Londra. Oggi è la sede della diocesi della contea.
- Tring, alle pendici delle colline Chilterns
- Waltham Cross, conserva al centro della città una delle croci innalzate da re Edoardo I come memoriale alla moglie Eleonora di Castiglia.
- Ware
- Watford, città di 80 000 abitanti poco a nord di Londra. La frase "a nord di Watford" era usata in passato per indicare località del Regno Unito poste a nord di Londra.
- Welwyn Garden City, città-giardino fondata negli anni venti da Ebenezer Howard

## Luoghi di interesse
- Aldenham Country Park
- Ashwell Village Museum

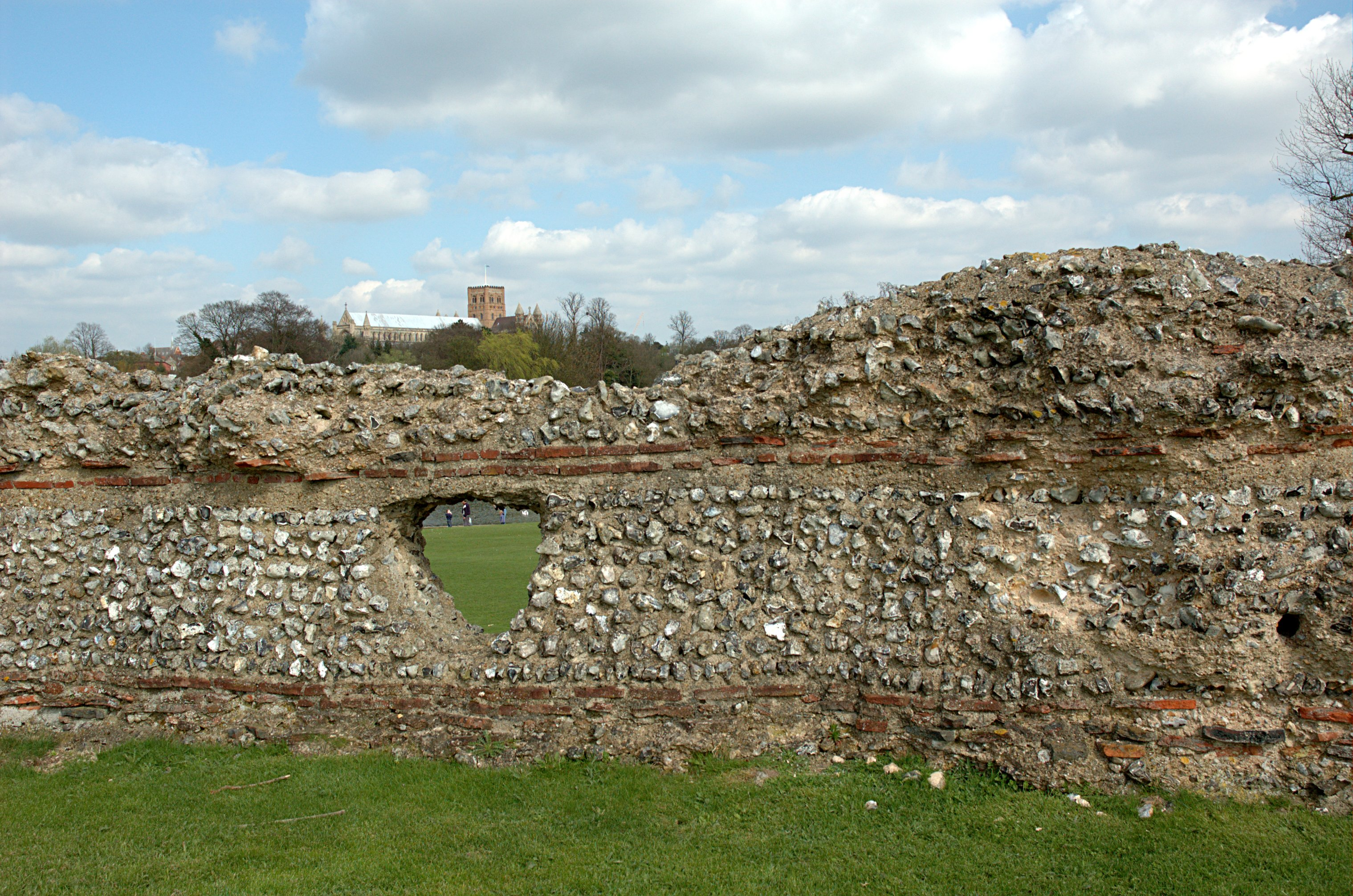
Rovine delle mura della città romana di Verulamium

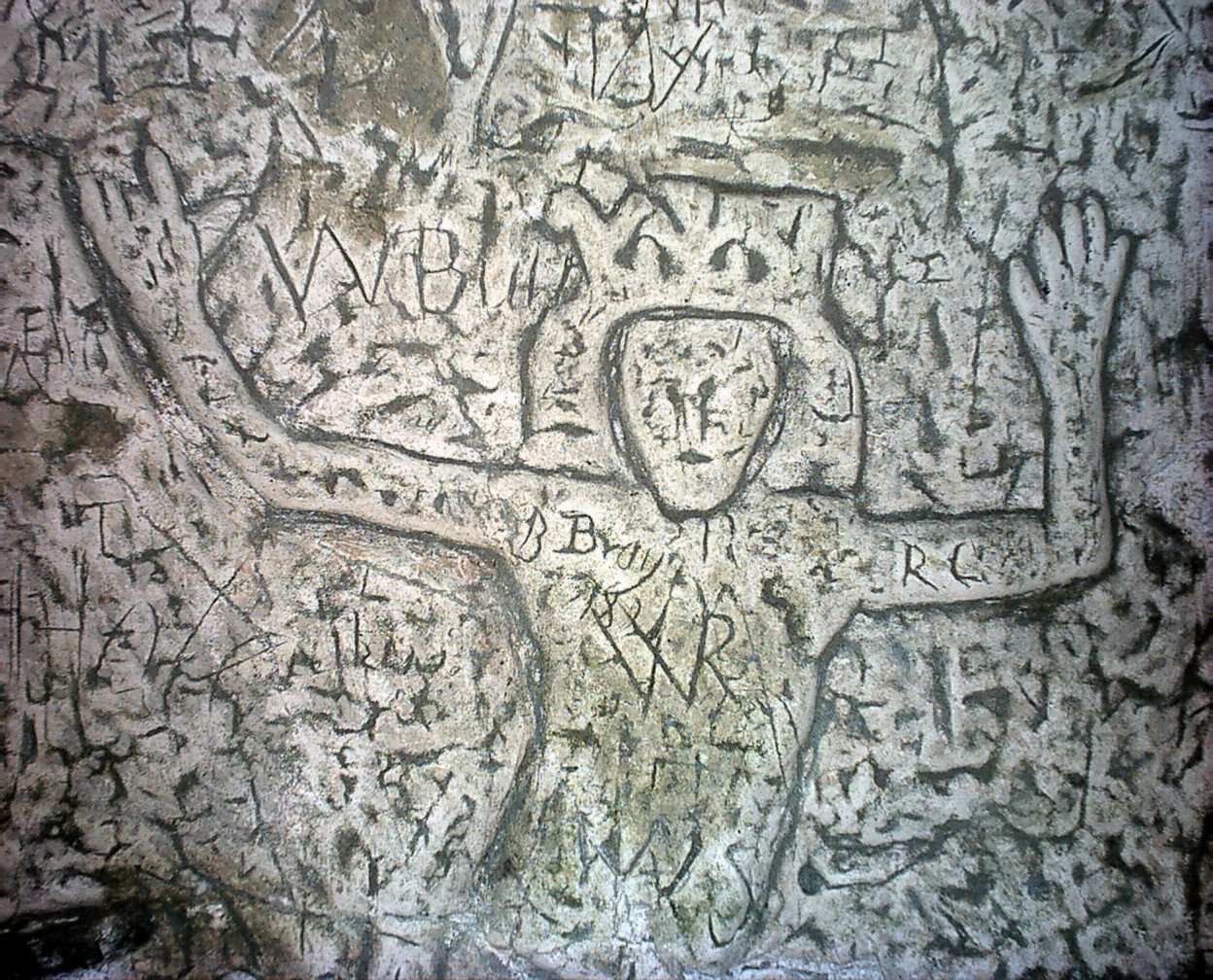
Royston Cave, incisione

- Ashridge, residenza neogotica di James Wyatt
- Beech Bottom Dyke, nei pressi di St Albans, opera difensiva in terra dell'età del ferro
- Berkhamstead Castle
- Bridgewater Monument, monumento costruito nel 1832 in memoria di Francis Egerton, terzo duca di Bridgewater
- Cattedrale di St Albans
- De Havilland Aircraft Heritage Centre
- Giardini delle rose, a Chiswell Green non lontano St Albans. Sede della Royal National Rose Society.
- Harpenden è sede del Rothamsted Experimental Station massimo istituto di agricoltura dell'Inghilterra ed uno dei più celebri a livello mondiale
- Hatfield House - casa storica con giardino
- Henry Moore Foundation, a Much Hadham - parco con sculture di Henry Moore
- Hertford Museum - museo di storia locale ospitato in una casa del XVII secolo
- Knebworth House, casa con un parco di 1 km² che ospita concerti rock e pop
- Mill Green Watermill, mulino ad acqua a Hatfield
- Magic Roundabout a Hemel Hempstead, complicata rotatoria stradale costruito nel 1973 all'incrocio di sette strade.
- Royston Cave, caverna artificiale a Royston.
- Shaw's Corner, a Ayot St Lawrence - casa di George Bernard Shaw.
- Six Hills, sito archeologico romano, a Stevenage.
- Sopwell Nunnery, a St Albans
- Therfield Heath - riserva naturale nel nord della contea.
- University of Hertfordshire, originata dall'Hatfield Polytechnic di Hatfield.
- Verulamium, rovine e museo della città e dell'anfiteatro romano a St Albans.
- Welwyn Viaduct, a nord di Welwyn Garden City.
- Walter Rothschild Zoological Museum, museo di storia naturale a Tring.
- Ye Olde Fighting Cocks, St Albans - pub tra i più antichi del Regno Unito.